# Nyikos László
Nyikos László (Kassa, 1943. november 22. –) közgazdász, 
egyetemi docens, az Állami Számvevőszék volt alelnöke, az UNESCO magyar tagozatának és az MTA Vezetés- és Szervezéstudományi Bizottságának tagja. 2010-től a Jobbik országgyűlési képviselője.

## Szakmai végzettsége
- 1963–1967 Marx Károly Közgazdaságtudományi Egyetem;
- ipari gyakorlat (Ganz Műszer Művek)
- 1978 a közgazdaság-tudomány kandidátusa;
- 2000 habilitáció.

## Életpályája

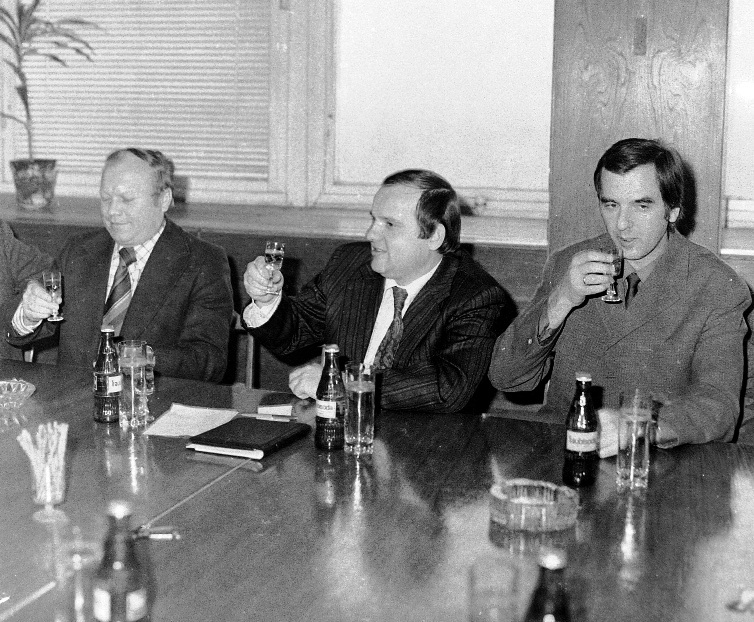
dr. Nyikos László a Ganz Műszer Művek tanácstermében

1967–1968-ban a Ganz Műszer Művek közgazdász gyakornoka, 1967-1989 között az MSZMP tagja. 1968–1973-ban a GMM Terv- Statisztikai Osztály vezetője, 1973-tól gazdasági igazgatója. 1972–1973-ban az MTA levelező aspiránsa. 1973-tól 1984-ig a Pénzügyminisztérium ellenőrzési főigazgatóságának vezérigazgató-helyettese, majd 1984 és 1988 között a Szakszervezetek Elméleti Kutatóintézetének igazgatóhelyettese. 1988-ban a bonni Friedrich Ebert Alapítvány ösztöndíjasa. 1988–1989-ben a Szakszervezetek Országos Tanácsának gazdaságpolitikai osztályvezetője. 1989-től 2001-ig az Állami Számvevőszék alelnöke. Jelenleg a Nyugat-magyarországi Egyetem docense, az Országos Doktori Tanács tagja. A 2010-es országgyűlési választáson a Jobbik Magyarországért Mozgalom országos listájának 18. helyéről szerzett parlamenti mandátumot.

## Kutatási területe
- EU- költségvetés
- pénzügyi ellenőrzés
- közpénzügyek.

## Tudományos fokozata
dr. oec habil CSc

## Tudományos tisztségek, kitüntetések
- 1985-1990 az MTA Vezetés és Szervezéstudományi Bizottság tagja.
- egyetemi magántanár
- Hevesi Gyula-emlékérem
- Kruspér István-emlékérem
- A Magyar Köztársasági Érdemrend tisztikeresztje

## Főbb művei
- Információ, tervezés és döntés a vállalati gyakorlatban (társszerző, 1970)
- Gazdasági szabályozás és vállalati magatartás (1984)
- Együtt dönteni - párbeszéd és meditáció a kollektív vezetésről (társszerző 1987)
- Önkormányzó állami vállalatok; Saldo, Bp., 1987 (Szabályozórendszer)
- Számvevőszéki ellenőrzés Magyarországon (1991)
- Közpénzek és ellenőrzésük a kilencvenes években (1994)
- Ellenőrzési kézikönyv (1994)
- Hegedűsné Müllern Veronika–Nyikos László–Rácz Lajosné: Könyvvizsgálat az államháztartásban. Az Állami Számvevőszék módszertani bizottságának segédlete az elkülönített állami pénzalapok auditálásához; Saldo, Bp., 1995
- Hegedűs József–Nyikos László: Közbeszerzési döntések előkészítése értékelemzéssel; Saldo, Bp., 1996
- Az ellenőrzés rendszere Magyarországon; Saldo, Bp., 1999
- Glosszárium és háromnyelvű szószedet; szerk. Nyikos László; 2., bőv. kiad.; ÁSZTI, Velence, 2000 (Euroatlanti füzetek)
- A közpénzek ellenőrzése (2001)
- Állami Számvevőszék almanach, 1990-1999; szerk. Nyikos László; Saldo, Bp., 2001